# Прибыловский, Владимир Валерианович
Влади́мир Валериа́нович Прибыло́вский (6 марта 1956, Москва, СССР — 10 января 2016, там же, Россия) — советский диссидент и российский политолог, историк, правозащитник, журналист, публицист и переводчик. Президент информационно-исследовательского центра «Панорама», руководитель интернет-издания «Антикомпромат», лидер движения «Субтропическая Россия».
Автор статей по истории Византии конца V — начала VI века, а также автор, соавтор или составитель более 40 книг.

## Биография
В 1973—1975 годы — токарь-револьверщик на Московском автозаводе имени Лихачёва (ЗИЛ), а также слесарь-заточник Учебно-производственного предприятия Всероссийского общества слепых в г. Чистополе Татарской АССР.
В 1981 году окончил исторический факультет МГУ имени М. В. Ломоносова. Специализировался по ранневизантийской истории на кафедре истории Средних веков. Поступил только с третьего раза — в 1975 году. 
В 1979—1982 годы был близок к подпольной группе так называемых «молодых социалистов» (Борис Кагарлицкий, Павел Кудюкин, Андрей Фадин, Михаил Ривкин и др.), разгромленной КГБ в апреле 1982 года. Занимался размножением и распространением самиздатской продукции группы — машинописных журналов «Левый поворот» и «Варианты».
С осени 1981 по декабрь 1987 год — экскурсовод, затем младший научный сотрудник в подмосковном музее «Новый Иерусалим». В результате конфликта с администрацией был вынужден уйти из музея и с конца 1987 до весны 1991 года работал ночным сторожем вневедомственной охраны РУВД Киевского района на складе стройматериалов и сантехники в Филях.
В 1980-е годы перевёл на русский язык повесть-сказку Джорджа Оруэлла «Animal Farm». Во второй половине 1990-х годов написал продолжение — «Зверская ферма — 2».
С апреля 1988 по май 1990 года вместе с Вячеславом Игруновым, Сергеем Митрохиным и др. редактировал самиздатскую газету «Хронограф». Вместе с Игруновым, Митрохиным, Григорием Пельманом, Дмитрием Леоновым в июне — августе 1988 года стал одним из основателей Московского общественного бюро информационного обмена (М-БИО). В 1987—1989 входил в Клуб социальных инициатив (КСИ). Осенью 1987 года был постоянным участником собраний клуба «Перестройка», затем — клуба «Демократическая перестройка» (формально членом этих клубов не был). После несанкционированного митинга партии «Демократический Союз» на Пушкинской площади 21 августа 1988 года был задержан и подвергся административному взысканию.
После распада СССР, наряду с политической деятельностью, продолжал заниматься археологией, до последних лет ездил на раскопки.
В октябре 1993 года был одним из инициаторов создания движения «Субтропическая Россия», в марте 1994 года избран членом координационного совета и лидером движения. В 1995 году входил в список кандидатов в депутаты Государственной Думы от Партии любителей пива.
С апреля 1989 года — член редакционной коллегии московской независимой газеты «Панорама», после официальной регистрации в 1990 г. — один из учредителей газеты.
В 1990-е годы регулярно печатался в парижской газете «Русская мысль», сначала под псевдонимом «В.П.», потом под собственным именем (первая публикация осенью 1986 года).
С начала 1993 года — президент Информационно-исследовательского центра «Панорама».
С ноября 2005 года — руководитель справочно-аналитического и библиографического сайта «Антикомпромат».
С мая 2007 года — участник инициативной группы по выдвижению Владимира Буковского кандидатом в президенты России.
31 мая 2007 года сотрудники Московской прокуратуры провели обыск в квартире Прибыловского в связи с расследованием уголовного дела по ч. 1 ст. 283 УК РФ (разглашение сведений, составляющих государственную тайну) об утечке информации из правоохранительных органов. Речь шла о публикации Прибыловским на его интернет-сайте «Антикомпромат» текстов допросов свидетелей по делу об убийстве в апреле 2005 года бывшего начальника Московского УФСБ Анатолия Трофимова и его жены. В ходе обыска были изъяты два компьютера и около десятка дискет и CD-дисков; в числе прочего были изъяты электронные носители с черновиками книги В.Прибыловского «Корпорация. Россия и КГБ во времена президента Путина», которую он писал в соавторстве с Юрием Фельштинским, а также заготовки к книге «Соратники Путина». В конце августа 2007 года оргтехника и носители были возвращены.
В феврале 2009 года в издательстве «Encounter Books» (Нью-Йорк) был опубликован полный английский перевод монографии В.Прибыловского и Юрия Фельштинского «Корпорация. Россия и КГБ при Путине» — «The Corporation: Russia and the KGB in the Age of President Putin». Ранее, в 2008 году, эта книга вышла на английском, голландском, португальском и польском языках в различных сокращенных редакциях. В сентябре 2010 г. в издательстве «ТЕРРА — Книжный клуб» вышло русское издание книги В.Прибыловского и Ю.Фельштинского «Корпорация. Россия и КГБ во времена президента Путина». В мае 2012 в московском издательстве «Ланселот» вышло второе (обновленное и дополненное) издание «Корпорации» — под несколько измененным названием «Корпорация. Россия и КГБ на рубеже веков».
С февраля 2013 по июль 2015 вёл еженедельную рубрику «Отставки и назначения» в журнале «Коммерсантъ-Власть».
Был близок к партии «Яблоко».
12 января 2016 года был обнаружен родственниками мёртвым в своей квартире на кухне. По предварительной информации, смерть Прибыловского наступила ещё 10 января. В качестве вероятной причины смерти называют инсульт. Бывшая жена Прибыловского Милана Богданова также сообщила, что её бывший муж долгое время болел диабетом.
16 января 2016 года прошла церемония прощания в Центральном институте травматологии и ортопедии им. Приорова. Тело Прибыловского, согласно его воле, было кремировано. Похоронен на Хованском кладбище.
В 2017 году вышла книга «Дважды диссидент. Сборник памяти Владимира Прибыловского». Санкт-Петербург, «Звезда», 178 стр.

## Личная жизнь
Был дважды разведён. Дочь — Светлана Прибыловская-Гарса (род. 1984) и падчерица — Либертад Перес Гарса (род. 1974) живут в Мексике, сыновья — Арсений (род. 1988) и Михаил (род. 1992) живут в Москве.

## Публикации

### Книги
на русском языке
- Прибыловский В. В. «Память». Документы и тексты. — 1991. — 103 с.
- Прибыловский В. В. Словарь оппозиции: новые политические партии и организации России. — М.: Postfactum, 1991.
- Прибыловский В. В. Словарь политических партий и организаций России. — М.: Информационно-экспертная группа "Панорама", 1993.
- Прибыловский В. В. Политические фракции и депутатские группы Российского парламента. — 2-е изд.. — М.: Информационно-экспертная группа "Панорама", 1993. — 156 с.
- Прибыловский В. В. Вожди. Сборник биографий российских политических деятелей националистической и имперско-патриотической ориентации. — М.: Информационно-экспертная группа "Панорама", 1995. — 117 с.
- Прибыловский В. В., Василевский А. В. Кто есть кто в российской политике. 300 биографий. В трёх томах. — М., 1993. — ISBN 5-85895-006-X.
- Прибыловский В. В. Словарь новых политических партий и организаций России. — 4-е изд., испр. и доп.. — М., 1993. — 181 с.
- Прибыловский В. В. Сто политиков России. Краткий биографический словарь. — 2-е изд.. — М., 1993. — 58 с.
- Прибыловский В. В., Иваненко С. И., Савельев В. Партии, движения, союзы России с религиозными приоритетами. Документы и тексты. — М., 1993. — 136 с.
- Прибыловский В. В., Мухин А. Казачье движение в России и странах ближнего зарубежья (1988—1994 годы) В 2-х тт.. — М., 1994. — 466 с. — ISBN 5-85895-009-4.
- Прибыловский В. В. Русские национал-патриотические (этнократические) и право-радикальные организации. Краткий словарь-справочник. — М., 1994. — 25 с.
- Прибыловский В. В. 43 линии спектра. Краткое описание всех предвыборных блоков. — М., 1995. — 24 с.
- Прибыловский В. В. Русские националистические и право-радикальные организации (1989-1995). Документы и тексты. 2 тома. — 1995. — 574 с.
- Прибыловский В. В. Претенденты. Биографии объявленных и необъявленных кандидатов в президенты России. — М., 1995. — 135 с.
- Прибыловский В. В., Рейтблат М. Парламентские партии России: структура руководящих органов, уставы. — М., 1995.
- Прибыловский В. В. Политическая карта России между парламентскими и президентскими выборами. 55 партий. — М., 1996. — 60 с.
- Прибыловский В. В., Верховский А. М., Папп А. А. Политический экстремизм в России. — М.: Институт экспериментальной социологии, 1996. — 358 с. — ISBN 5-87637-043-6.
- Прибыловский В. В., Верховский А. М. Национал-патриотические организации в России. История, идеология, экстремистские тенденции. — М., 1996. — ISBN 5-87637-003-7.
- Газукин П., Прибыловский В. В. Правительство Российской Федерации (1996): Биографический справочник. — 1996. — 127 с.
- Олещук B., Прибыловский В. В., Рейтблат М. Парламентские партии, движения, объединения: История, идеология, состав руководящих органов, депутаты парламента, программные документы / Под общ. ред. В. Прибыловского. — М., 1996. — 462 с.
- Прибыловский В. В. Национал-патриотические организации. Краткие справки. Докоменты и тексты. — М., 1997. — ISBN 5-85895-029-9.
- Прибыловский В. В. Российские политики от А до Я. 471 биография. — М., 1996. — 512 с.
- Прибыловский В. В., Лихачёв В. Русское Национальное Единство. История, политика, идеология: Информационный пакет. — М., 1997. — 168 с.
- Газукин П., Прибыловский В. В. Правительство Российской Федерации (1997): Биографический справочник. — М., 1997. — С. 181.
- Прибыловский В. В., Белонучкин Г. Совет Безопасности РФ. Структурно-биографический справочник. — М., 1997. — 140 с. — ISBN 5-85895-030-2.
- Прибыловский В. В., Амиров А. Российские бизнесмены и менеджеры. Биографический сборник. — М., 1997. — 296 с.
- Прибыловский В. В., Тимонина Е. Эстония. Справочные материалы (политика, экономика, телефоны). — М., 1997. — 73 с.
- Прибыловский В. В., Трифонов А. Русские монархисты. Документы и тексты. — М., 1998. — 290 с.
- Прибыловский В. В., Верховский А. М., Михайловская Е. Национализм и ксенофобия в российском обществе. — М., 1998. — 204 с. — ISBN 5-85895-032-9.
- Газукин П., Кожевникова Г. В., Прибыловский В. В. Правительство Российской Федерации (1998): Биографический справочник. — 1998. — 167 с.
- Прибыловский В. В. Политические партии России накануне думских выборов 19 декабря 1999. — М., 1999. — 202 с.
- Прибыловский В. В., Верховский А. М., Михайловская Е. Политическая ксенофобия. Радикальные группы, представления лидеров, роль Церкви. — М., 1999. — 191 с. — ISBN 5-85895-055-8.
- Прибыловский В. В., Сучкова И. Руководители государств на территории бывшего СССР. Биографический справочник. — М., 1999. — 215 с.
- Кожевникова Г. В., Михэеску Л., Прибыловский В. В. Депутаты Государственной Думы РФ (1999-2003): Биографический справочник. — М., 2000. — 365 с.
- Прибыловский В. В., Верховский А. М., Михайловская Е. Национал-патриоты, церковь и Путин. Парламентская и президентская кампании 1999-2000 гг. — М., 2000. — 115 с.
- Прибыловский В. В. Политические партии России накануне думских выборов 19 декабря 1999 г. 58 политических партий, движений и организаций, 10 избирательных блоков. — 2-е изд., пересмотр., и доп. — 2000. — 203 с.
- Прибыловский В. В., Михэеску Л. Совет Федерации РФ. Биографический справочник / Под общ. ред. В. Прибыловского. — М., 2000. — 219 с. — ISBN 5-85895-080-9.
- Прибыловский В. В., Верховский А. М., Михайловская Е. Национал-патриоты, Церковь и Путин. Парламентская и президентская кампании 1999-2000 гг.. — М., 2000. — ISBN 5-85895-090-6.
- Прибыловский В. В., Верховский А. М., Михайловская Е. Россия Путина. Пристрастный взгляд. — М., 2003. — ISBN 5-94420-009-X.
- Прибыловский В. В. Руководители государств на территории бывшего СССР. Биографический справочник. — М., 2003.
- Космынин А., Прибыловский В. В., Чурсина С. Пятьдесят политических репутаций. — М.: Панорама. — 392 с. — 1000 экз. — ISBN 5-85691-067-2.
- Прибыловский В. В., Ёлкин А., Шляпужников А. Претенденты-2008. Кто есть кто на президентских выборах. — М., 2008. — ISBN 978-5-94420-033-4.
- Фельштинский Ю. Г., Прибыловский В. В. Корпорация. Россия и КГБ во времена президента Путина. — М.: Терра-Книжный клуб, 2010. — 568 с. — ISBN 978-5-275-02256-8.
- Прибыловский В. В., Белонучкин Г. Власть-2010. 60 биографий. — М., 2010. — ISBN 978-5-944420-038-9.
- Прибыловский В. В., Белонучкин Г. Оппозиция-2010. 60 биографий. — М., 2010. — ISBN 978-5-94420-037-2.
- Фельштинский Ю. Г., Прибыловский В. В. Корпорация. Россия и КГБ на рубеже веков. — М.: Ланселот, 2012. — 614 с. — ISBN 0-9787350-6-4.
- Прибыловский В. В., Белонучкин Г., Лаврентьев П. ЕСТЬ ТАКИЕ ПАРТИИ! 2011/2012. Путеводитель избирателя. — М., 2012. — ISBN 978-5-94420-043-3.
- Прибыловский В. В. Кооператив „Озеро“ и другие проекты Путина. — М.: Алгоритм, 2012. — 240 с. — (Проект "Путин"). — 2500 экз. — ISBN 978-5-4438-0015-8.
- Прибыловский В. В., Белонучкин Г., Миньков К. ПРЕТЕНДЕНТЫ-2012. Кто есть кто на президентских выборах. — М., 2012. — ISBN 978-5-94420-044-0.
- Прибыловский В. В., Белонучкин Г., Беломестнов Д. Координационный совет российской оппозиции. Кто есть кто. — М.: Центр "Панорама", 2013. — ISBN 978-5-94420-046-4.
- Прибыловский В. В., Белонучкин Г., Сафронова П. Правительство Дмитрия Медведева. Биографический сборник. — М.: Центр "Панорама", 2013. — ISBN 978-5-94420-047-1.
- Прибыловский В. В. Перекличка Владимира Путина. Кто выбывает, а кто остаётся?. — М.: Алгоритм, 2013. — 256 с. — (Политические расследования). — 2500 экз. — ISBN 978-5-4438-0262-6.
- Прибыловский В. В. Чистка Владимира Путина. Кто выбывает, а кто остаётся?. — М.: Эксмо, 2013. — 256 с. — 2500 экз. — ISBN 978-5-4438-0333-3.

на других языках
- Guide to New Russian Political Parties and Organizations; Dec 1992 ISBN 5-85895-012-4;
- National-patriots, Church and Putin. Parliamentary and Presidential Campaigns 1999—2000. By E.Mikhailovskya, V.Pribylovsky, A.Verkhovsky. 2001. ISBN 5-94420-001-4
- The Age of Assassins: How Scary Are Russia’s New Rulers? 2008 ISBN 1906142157;
- The Putin Corporation Paperback — October 20, 2012 ISBN 190809625X;
- The Corporation: Russia and the KGB in the Age of President Putin — Feb 16, 2009 ISBN 1594032467;

### Переводы
- Оруэлл Д. Ферма животных / Пер. с англ. В. В. Прибыловский. — М.: Всесоюзное творческо-производственное объединение "Киноцентр", 1990. — 64 с. — 200 000 экз. — ISBN 5-85035-004-7.

### Статьи
- Отставки и назначения недели Архивная копия от 20 июля 2013 на Wayback Machine // Журнал «Коммерсантъ Власть» № 7 от 25.02.2013. — С. 18